# Sefyu
Youssef Soukouna, pseud. Sefyu (ur. 20 kwietnia 1981 w Paryżu) – francuski raper pochodzenia senegalskiego, lepiej znany pod scenicznym pseudonimem Sefyu (jego pseudonim powstał wskutek przestawienia sylab jego imienia, co jest częstą praktyką w potocznym języku francuskim i nosi nazwę Verlan). Mieszka w Aulnay-sous-Bois w podparyskim departamencie Seine-Saint-Denis (północno-wschodnie przedmieścia Paryża).

## Życiorys
Sefyu przez długi czas grał w piłkę nożną na pozycji lewego skrzydłowego. Miał nawet okazję ćwiczyć w prestiżowej szkółce Arsenalu Londyn. Doznał jednak poważnego urazu, który wykluczył prowadzenie dalszej sportowej kariery. Od lat 90. był członkiem zespołu NCC – „Natural Court Circuit” i „G-Hiut”. Stał się popularny dzięki współpracy z raperem o pseudonimie Rohff. Wystąpił na jego płycie La Fierté des nôtres, wydanej w czerwcu 2004 roku. Kolejnym krokiem w jego karierze były wspólne nagrania z popularnymi francuskimi wykonawcami i zespołami takimi jak: Moystaff du Bengale, Daddy Lord C, Nemesis, Ritmo, La K-Bine Crew, Passi, Sniper. Po raz pierwszy wystąpił publicznie w 2001 roku na festiwalu Francofolies de La Rochelle.
W 2005 roku ukazała się jego pierwsza, nieoficjalna płyta zatytułowana Molotov 4. W kwietniu 2006 roku Sefyu wydaje swój pierwszy legalny album Qui Suis-je? (Kim jestem?). Sefyu daje się poznać jako raper o charakterystycznym, głębokim i krzepkim głosie. W jego tekstach pojawiają się liczne onomatopeje (na przykład odgłosy imitujące przeładowanie broni). Często wplata również charakterystyczne dla swojego stylu zawołania i wyrażenia takie jak: Crrr!, Senegalo Ruskov (Molotov), Crouille, Ta gova, Undercover czy Mister cric cric!. W twórczości inspiruje się również innymi rodzajami muzyki np. hardcore hip-hopem (La vie qui va avec) lub R’n’B (Un point c’est tout). W 2007 roku nagrał piosenkę Lettre du Front (List z frontu) wraz z piosenkarką R’n’B – Kenzą Farah.
Kolejny album zatytułowany Suis-je le gardien de mon frère? (Czy jestem stróżem brata mego?) wydał 12 maja 2008 roku. Płyta okazała się wielkim, komercyjnym sukcesem (m.in. dzięki kilku szczególnie popularnym singlom: Mon Public, Molotov 4, Au pays du zahef). Nawiązując do danych Planète Rap Magazine we Francji, w samym 2008 roku sprzedano 106 453 płyt. 1 marca 2009 roku Sefyu zdobył nagrodę Victoire de la Musique Award w kategorii „Objawienie roku”.
Najnowszy album Oui je le suis pojawił się 17 października 2011 roku.

## Dyskografia

### Albumy
- Molotov 4 (2005)
- Qui suis-je? (2006)
- Suis-je le gardien de mon frère? (2008)
- Oui je le suis (2011)

### Występy gościnne
| Rok  | Wykonawcy | Tytuł piosenki | Tytuł płyty |
| ---- | --- | --- | --- |
| 2001 | Sefyu La K-Bine feat. Sefyu | „La lutte libèr” „Des hommes en kolère” | Sachons dire NON Vol.1 Le Rap est mort |
| 2002 | Gentlemen feat. Sefyu | „Vision 200” | The Gentlemen’s Album Mortelle Saint-Valentin |
| 2003 | Sefyu feat. Rohff, Zesau & Dry La K-Bine feat. Sefyu | „Baiser” „Crimes impunis” | Talents fâchés Vol.1 Rapport de force |
| 2004 | Rohff feat. Sefyu, Alibi Montana & Kamel L'ancien Sefyu | „Code 187” „Flow du Malawi” | La Fierté des nôtres Talents fâchés Vol.2 |
| 2005 | Ol' Kainry & Dany Dan feat. Sefyu, Alibi Montana & Nubi K.ommando Toxic feat. Sefyu Seth Gueko feat. Sefyu Sefyu Samat feat. Sefyu, Larsen & Alibi Montana Mic Fury feat. Sefyu & Alonzo Sefyu feat. Kuamen Gentlemen feat. NCC | „Crie mon nom Remix” „Pucc fiction Remix” „Patate de forain” „Interlude explicit” „Ghetto guerrier” „Street zoologie” „On vit comme on peut” „Sourire de la haine” | Crie mon nom Remix Retour vers le futur Barillet plein De la poudre au Rap Samat Feat Hip Hop de rue Au bout du tunnel Patrimoine du ghetto Cobra |
| 2006 | Sefyu feat. RR & A.P. | „On va te douiller” | Illegal radio |
| 2007 | Aketo feat. Sefyu, Tunisiano & Six Coups Mc Rim’K feat. Sefyu Kenzah Farah feat. Sefyu Alibi Montana feat. Sefyu & LIM | „Style certifié” „Parloir fantôme” „Lettre du front” „Honneur aux ghettos”                                                                                         | Cracheur 2 venin Famille nombreuse Authentik |
| 2009 | Sefyu feat. RR | „L'œil du ghetto” | Les yeux dans la banlieue Vol.2 |

### Nagrody
Nagroda Victoire de la Musique w kategorii „Objawienie roku” (2009)